# Дельцов Леонід Олександрович
Леонід Олександрович Дельцов — солдат Збройних Сил України, учасник російсько-української війни, що загинув у ході російського вторгнення в Україну в 2022 році.

## Життєпис
Леонід Дельцов народився 29 червня 1979 року в селі Великий Мидськ Костопільського (з 2020 року — Рівненського району) Рівненської області. Працював у різних сферах, частіше у будівельній. З 2019 року брав участь в ООС у складі 24-ї окремої механізованої бригади імені Короля Данила. З початком повномасштабного російського вторгнення в Україну перебував на передовій. Загинув 21 березня 2022 року внаслідок артилерійського обстрілу поблизу міста Попасна Луганської області. Чин поховання Леоніда Дельцова відбувся 27 березня 2022 року в селі Софіївка Перша Вербської сільської територіальної громади на Дубенщині. 14 жовтня 2022 року голова Дубенської районної військової адміністрації Всеволод Пекарський вручив родині загиблого орден «За мужність» III ступеня.

## Родина
У загиблого залишилися дружина Оксана Сергіївна, донька Ірина, син Дмитро.

## Нагороди
- Орден «За мужність» III ступеня (2022, посмертно) — за особисту мужність і самовіддані дії, виявлені у захисті державного суверенітету та територіальної цілісності України, вірність військовій присязі[5].